# Атлас (митология)
Вижте пояснителната страница за други значения на Атлас.
Атлас (или Атлант) е титан от древногръцката митология. Той е от титаните от второто поколение, син на Япет и океанидата Климена, брат на Прометей. Отличава се с голяма сила. Един от титаните, наказан от Зевс да крепи на раменете си небето, защото участвал в Титаномахията. Трябвало да крепи небето на Запад, в близост до градините на хесперидите, затова океанът там получил името Атлантически.
Един от митовете разказва как Атлас искал да помогне на Херакъл да открадне ябълките от хесперидите. Но също толкова искал и да свали товара на небето от плещите си. Помолил Херакъл да подържи небето за малко, а той да открадне ябълките вместо него, а те били пазени от многоглав змей и било трудна задача. След като се върнал с ябълките, Атлас не искал отново да поеме товара си. Наложило се Херакъл да си послужи с измама, за да се отърве от огромната тежест. Така Атлас продължил да крепи небесния свод, докато боговете и титаните не се помирили.